# SIRT1
Sirtuina 1, también conocida como "sirtuína-1 desacetilasa dependiente de NAD", es una proteína codificada por el gen "SIRT1".
SIRT1 significa "sirtuína (homólogo 2 de regulación de información de tipo unión silente) 1 (S. cerevisiae), en referencia al hecho de que su homólogo (equivalente biológico a través de especies) en levadura (S. cerevisiae) es la Sir2. SIRT1 es una enzima desacetilasa que contribuye a la regulación celular (respuesta a estresores, longevidad y otros factores homeostáticos).

## Función
La sirtuína 1 forma parte de la familia sirtuína de proteínas, homóloga al gen Sir2 en la "S. cerevisiae". Los miembros de esta familia sirtuína se caracterizan por un dominio central de sirtuína agrupados en 4 clases. Las funciones de la sirtuína en humanos todavía no han sido determinadas; sin embargo, se ha observado que en la levadura, las proteínas de sirtuína regulan epigenéticamente la silenciación de genes y suprimen la recombinación de ADNr. Varios estudios sugieren que las sirtuínas humanas actúan como proteínas reguladoras intracelulares con actividad mono ribosil transferasa-ADP. La proteína codificada por este gen se incluye dentro de la clase I de la familia sirtuína
La SIRT1 está regulada a la baja en células con un alto nivel de resistencia a la insulina, y la inducción de su expresión aumenta la sensibilidad de esta hormona, lo que sugiere que esta molécula puede estar asociada con una reducción de la resistencia a la insulina.
Recientemente, se ha publicado un estudio en el que se liga la actividad de la SIRT1 al envejecimiento y regulación de la ingesta. Según este estudio, el papel de la SIRT1 es clave en los mecanismos encargados de regular el gasto metabólico en situaciones en que los alimentos no se encuentran disponibles, sugiriendo que la participación de esta enzima da cuenta en parte de los resultados que demuestran que una dieta hipocalórica se relaciona con un mayor índice de longevidad.

## Ligandos selectivos

### Activadores
- Aunque todavía existe discusión al respecto,[6][7] uno de los compuestos que se ha señalado como activador de la SIRT1 es el Resveratrol.[8] Se ha demostrado que el resveratrol eleva los niveles de expresión de SIRT1, lo que indica que incrementa su actividad, aunque no de forma directa.[9]
- Por su parte, el SRT-1720 también se ha apuntado como activador de esta enzima,[8] aunque esto se questionó, y finalmente en 2010 se canceló su investigación porque este daba náuseas y otros efectos negativos a los pacientes.[10]
- Actualmente están en proceso de investigación otros fármacos similares al anterior pero que no tienen los efectos negativos del SRT-1720 y están en fase de prueba en personas. El más conocido es el SRT2104. Los resultados de la investigación con el SRT2104 muestran unos resultados que indican la clara activación del SIRT1: Una disminución del nivel en sangre de colesterol y triglicéridos. Además durante el experimento los pacientes no sufrieron episodios de vomitos ni mareo como pasaba con el SRT-1720.

## Interacciones
Se ha visto que la SIRT1 presenta  interacción con HEY2.

## Patologías y genética
Se ha visto que SIRT1 está relacionado muy estrechamente con otras patologías como el trastorno depresivo mayor y otras más severas de este mismo campo como la melancolía. Este gen codifica para una proteína involucrada en la biogénesis mitocondrial, lo que, junto con el descubrimiento de que el desorden depresivo mayor se asocia con incrementadas cantidades de DNA mitocondrial, sugiere un origen inesperado para al menos algunas de las manifestaciones fenotípicas de la enfermedad. Así, este gen está relacionado con la mitocondria y también con procesos de longevidad: la mitocondria es un orgánulo que proporciona energía a las células entre otras funciones, y su población en cada una de las células es constante y en equilibrio entre el proceso de biogénesis y degradación por mitofagia. En estos procesos, participan cascadas de señalización diversas y una de las moléculas que adquieren importancia en la biogénesis es la PGC-1alfa (coactivador 1alfa del receptor gamma activado por proliferador de peroxisomas (PPARgamma)), que participa como coactivadora de transcripción de factores que en última instancia estimulan la replicación del DNA mitocondrial y la expresión génica para la biogénesis de este orgánulo. Debido a que esta proteína puede sufrir modificaciones postraduccionales como acetilación o fosforilación, es importante controlar los niveles de estas modificaciones en la proteína para su actividad. En este caso, la desacetilación promueve la actividad de la proteína y por tanto, sirt1, que es una histona desacetilasa de clase III en mamíferos, al desacetilar a PGC-1alfa, la vuelve activa y ello promueve la biogénesis de mitocondrias. Sirt1 suele actuar como sensor de privación de nutrientes, de modo que ante esa situación aumenta su cantidad y ello promueve en última instancia que se active PGC-1alfa y aumente el número de mitocondrias para contrarrestar el efecto de la disminución de energía.
Sin embargo, recientemente se ha sabido que sirt1 también puede promover el proceso contrario, es decir, eliminar por mitofagia aquellas mitocondrias dañadas o con una edad avanzada. 
Debido a que se trata de una histona desacetilasa, tiene una contribución a otras patologías que no son del campo de las enfermedades mentales pero que hacen daño a nivel del sistema nervioso central como la enfermedad de Huntington simplemente por regular procesos de transcripción, ya que se ha observado que en ratones condicionados con la enfermedad aparece un descenso de los niveles normales de acetilación de histonas, aunque esta proteína no solo desacetila histonas sino otros sustratos como p53, proteínas reparadoras del DNA o AMP quinasa. Además, esta proteína se va enriqueciendo desde la embriogénesis hasta la etapa adulta, teniendo un papel crucial como regulador del metabolismo energético en las neuronas.

## Leer más
- Frye RA (1999). «Characterization of five human cDNAs with homology to the yeast SIR2 gene: Sir2-like proteins (sirtuins) metabolize NAD and may have protein ADP-ribosyltransferase activity.». Biochem. Biophys. Res. Commun. 260 (1): 273-9. PMID 10381378. doi:10.1006/bbrc.1999.0897.
- Frye RA (2000). «Phylogenetic classification of prokaryotic and eukaryotic Sir2-like proteins.». Biochem. Biophys. Res. Commun. 273 (2): 793-8. PMID 10873683. doi:10.1006/bbrc.2000.3000.
- Wiemann S, Weil B, Wellenreuther R, et al. (2001). «Toward a catalog of human genes and proteins: sequencing and analysis of 500 novel complete protein coding human cDNAs.». Genome Res. 11 (3): 422-35. PMC 311072. PMID 11230166. doi:10.1101/gr.154701.
- Luo J, Nikolaev AY, Imai S, et al. (2001). «Negative control of p53 by Sir2alpha promotes cell survival under stress.». Cell 107 (2): 137-48. PMID 11672522. doi:10.1016/S0092-8674(01)00524-4.
- Vaziri H, Dessain SK, Ng Eaton E, et al. (2001). «hSIR2(SIRT1) functions as an NAD-dependent p53 deacetylase.». Cell 107 (2): 149-59. PMID 11672523. doi:10.1016/S0092-8674(01)00527-X.
- Langley E, Pearson M, Faretta M, et al. (2002). «Human SIR2 deacetylates p53 and antagonizes PML/p53-induced cellular senescence.». EMBO J. 21 (10): 2383-96. PMC 126010. PMID 12006491. doi:10.1093/emboj/21.10.2383.
- Bitterman KJ, Anderson RM, Cohen HY, et al. (2003). «Inhibition of silencing and accelerated aging by nicotinamide, a putative negative regulator of yeast sir2 and human SIRT1.». J. Biol. Chem. 277 (47): 45099-107. PMID 12297502. doi:10.1074/jbc.M205670200.
- Travers H, Spotswood HT, Moss PA, Turner BM (2002). «Human CD34+ hematopoietic progenitor cells hyperacetylate core histones in response to sodium butyrate, but not trichostatin A.». Exp. Cell Res. 280 (2): 149-58. PMID 12413881. doi:10.1006/excr.2002.5632.
- Strausberg RL, Feingold EA, Grouse LH, et al. (2003). «Generation and initial analysis of more than 15,000 full-length human and mouse cDNA sequences.». Proc. Natl. Acad. Sci. U.S.A. 99 (26): 16899-903. PMC 139241. PMID 12477932. doi:10.1073/pnas.242603899.
- Takata T, Ishikawa F (2003). «Human Sir2-related protein SIRT1 associates with the bHLH repressors HES1 and HEY2 and is involved in HES1- and HEY2-mediated transcriptional repression.». Biochem. Biophys. Res. Commun. 301 (1): 250-7. PMID 12535671. doi:10.1016/S0006-291X(02)03020-6.
- Senawong T, Peterson VJ, Avram D, et al. (2003). «Involvement of the histone deacetylase SIRT1 in chicken ovalbumin upstream promoter transcription factor (COUP-TF)-interacting protein 2-mediated transcriptional repression.». J. Biol. Chem. 278 (44): 43041-50. PMC 2819354. PMID 12930829. doi:10.1074/jbc.M307477200.
- Howitz KT, Bitterman KJ, Cohen HY, et al. (2003). «Small molecule activators of sirtuins extend Saccharomyces cerevisiae lifespan.». Nature 425 (6954): 191-6. PMID 12939617. doi:10.1038/nature01960.
- Ota T, Suzuki Y, Nishikawa T, et al. (2004). «Complete sequencing and characterization of 21,243 full-length human cDNAs.». Nat. Genet. 36 (1): 40-5. PMID 14702039. doi:10.1038/ng1285.
- Brunet A, Sweeney LB, Sturgill JF, et al. (2004). «Stress-dependent regulation of FOXO transcription factors by the SIRT1 deacetylase.». Science 303 (5666): 2011-5. PMID 14976264. doi:10.1126/science.1094637.
- Motta MC, Divecha N, Lemieux M, et al. (2004). «Mammalian SIRT1 represses forkhead transcription factors.». Cell 116 (4): 551-63. PMID 14980222. doi:10.1016/S0092-8674(04)00126-6.
- van der Horst A, Tertoolen LG, de Vries-Smits LM, et al. (2004). «FOXO4 is acetylated upon peroxide stress and deacetylated by the longevity protein hSir2(SIRT1).». J. Biol. Chem. 279 (28): 28873-9. PMID 15126506. doi:10.1074/jbc.M401138200.
- Yeung F, Hoberg JE, Ramsey CS, et al. (2004). «Modulation of NF-kappaB-dependent transcription and cell survival by the SIRT1 deacetylase.». EMBO J. 23 (12): 2369-80. PMC 423286. PMID 15152190. doi:10.1038/sj.emboj.7600244.
- Deloukas P, Earthrowl ME, Grafham DV, et al. (2004). «The DNA sequence and comparative analysis of human chromosome 10.». Nature 429 (6990): 375-81. PMID 15164054. doi:10.1038/nature02462.
- Picard F, Kurtev M, Chung N, et al. (2004). «Sirt1 promotes fat mobilization in white adipocytes by repressing PPAR-gamma.». Nature 429 (6993): 771-6. PMC 2820247. PMID 15175761. doi:10.1038/nature02583.
- Cohen HY, Miller C, Bitterman KJ, et al. (2004). «Calorie restriction promotes mammalian cell survival by inducing the SIRT1 deacetylase.». Science 305 (5682): 390-2. PMID 15205477. doi:10.1126/science.1099196.
- Govindarajan, N.; Agis-Balboa, R. C.; Walter, J.; Sananbenesi, F.; Fischer, A. (2011). «Sodium butyrate improves memory function in an Alzheimer's disease mouse model when administered at an advanced stage of disease progression». J Alzheimers Dis 26 (1): 187-97. PMID 21593570. doi:10.3233/JAD-2011-110080.
- Libri, V.; Brown, A. P.; Gambarota, G.; Haddad, J.; Shields, G. S.; Dawes, H.; Pinato, D. J.; Hoffman, E. et al. (20 de diciembre de 2012). «A pilot randomized, placebo controlled, double blind phase I trial of the novel SIRT1 activator SRT2104 in elderly volunteers». PLoS One 7 (12): e51395. PMC 3527451. PMID 23284689. doi:10.1371/journal.pone.0051395.